# Nandufe (España)
Nandufe es una aldea de la parroquia española de Noicela, situado en el municipio de Carballo, provincia de La Coruña, comunidad autónoma de Galicia. Se encuentra en la parte nororiental de la comarca de Bergantiños.

## Población
| Gráfica de evolución demográfica de Nandufe entre 2010 y 2020 |
|                                                               |
| Datos según el nomenclátor publicado por el INE.              |